# Le Sort du titan
Le Sort du titan (titre original : The Titan's Curse) est le troisième tome de la série Percy Jackson de Rick Riordan.

## Résumé
Annabeth, une amie de  Percy Jackson et Thalia Grace partent un jour de décembre chercher deux demi-dieux dans une école militaire. Pendant le sauvetage, Annabeth se fait enlever par le proviseur, qui se revèle être un manticore. Sauvés par les Chasseresses d'Artémis (servantes de la déesse de la chasse) et par Artémis elle-même, ils expliquent à leurs deux nouveaux compagnons, frère et sœur, Bianca et Nico di Angelo leur condition de demi-dieux. Bianca rejoint les Chasseresses. 
Au matin, Artémis part seule de son côté, chasser un des monstres les plus dangereux (qui se révélera être l'Ophiotauros, sauvé par Percy). Chasseresses et demi-dieux vont alors à la Colonie des Sang-Mêlés emmené par Apollon le frère jumeau d'Artémis. 
Artémis est alors à son tour enlevée. Une quête unissant demi-dieux et Chasseresses est alors lancée pour retrouver la déesse et sauver Annabeth. Le monde entier en dépend.
Ce livre est basé sur les aventures de Héraclès

## Prophétie
Zoé Nightshade reçoit la prophétie de l'Oracle juste après une partie de Capture l'Étendard : 
Cinq iront vers l'ouest chercher la déesse enchaînée,1 

Un sera perdu dans la terre où il ne pleut pas de l'année,2 

Le fléau de l'Olympe donnera la direction,3 

Pensionnaires et Chasseresses vaincront dans l'union,4 

Il faudra résister à la malédiction du Titan,5 

Et un périra de la main d'un parent.6
- 1 Zoé Nightshade, Thalia Grace, Grover Underwood, Bianca Di Angelo et Percy Jackson (à l'origine Phoebe) partent vers l'ouest des États-Unis pour chercher la déesse enchaînée : Artémis.
- 2 Bianca s'est sacrifiée dans le désert pour sauver son groupe de Talos, le robot géant d’Héphaïstos.
- 3 L'Ophiotauros (fléau de l'Olympe de par son innocence, son sacrifice peut permettre la destruction des dieux) que Percy a délivré dans le détroit de Long Island va d'une certaine manière suivre le groupe au barrage Hoover et à San Francisco.
- 4 Le groupe ayant réussi la quête était composé de 3 pensionnaires (Thalia Grace, Percy Jackson et Grover Underwood) et de 2 chasseresses (Zoé Nightshade et Bianca Di Angelo).
- 5 Percy ainsi qu'Annabeth et Artémis ont résisté à la malédiction d'Atlas : porter le poids du ciel
- 6 Zoé a été tuée par son père le Titan Atlas et par un empoisonnement dans le jardin des Hespérides.